# Strage di Cannstatt
La strage di Cannstatt ebbe luogo nel 746 in Cannstatt per disposizione del maestro di palazzo dei franchi Carlomanno: l'intera classe dirigente della stirpe germanica degli alemanni fu fisicamente eliminata.
Carlomanno convocò in quell'anno i duchi ed i nobili alemanni ad un'assemblea presso Cannstatt.
Secondo le indicazioni degli annali di Metzer, degli Annales Petaviani e di un rapporto di Childebrando, Carlomanno fece arrestare e giustiziare per alto tradimento le molte migliaia di nobili presenti, accusandoli di aver partecipato alla sollevazione del duca Teobaldo e del duca Odilone di Baviera: in questo modo quasi l'intera classe dirigente alemanna perì  ed i ducati alemanni persero la loro autonomia.
I Franchi nominarono i conti, fra i quali i discendenti delle vecchie case nobili alemanne, ma anche alcuni scelti fra la aristocrazia regia franca cui fu affidata per intero l'amministrazione del popolo alemanno.